# Alan Davie
Pour les articles homonymes, voir Davie.
 (mai 2017).
Si vous disposez d'ouvrages ou d'articles de référence ou si vous connaissez des sites web de qualité traitant du thème abordé ici, merci de compléter l'article en donnant les références utiles à sa vérifiabilité et en les liant à la section « Notes et références ».
James Alan Davie est un peintre, lithographe et musicien de jazz britannique, né le 28 septembre 1920 à Grangemouth en Écosse et mort le 5 avril 2014.

## Biographie
Alan Davie apprend le piano avant l’âge de 9 ans. Après des études à l’Edinburgh College of Art à la fin des années 1930, il commence à exposer à travers la Society of Scottish Artists, puis il rencontre l’École de St Ives en Cornouailles. Après la Seconde Guerre mondiale, il est saxophone ténor dans l’orchestre de Tommy Sampson, basé à Édimbourg avec lequel il fait des tournées en Europe. Il joue alors avec Ronnie Scott et Johnny Dankworth.

### Peinture
Davie voyage en Europe et aux États-Unis et découvre l’œuvre des peintres comme Paul Klee, Jackson Pollock ou Joan Miró mais aussi les œuvres bâties sur les symboles. Il expose à Venise en 1948, où Peggy Guggenheim le remarque et lui achète des toiles. Il gagne alors sa vie comme bijoutier, on lui doit entre autres un bijou que porte Vivien Leigh dans le film César et Cléopâtre. À partir de 1950, il se consacre essentiellement à la peinture.
Sa peinture est alors influencée par le Zen, après la lecture du livre de Eugen Herrigel, Le Zen dans l'art chevaleresque du tir à l'arc en 1953 : il assimile la spontanéité avec le geste Zen. Ressentant que tout chemin spirituel est incompatible avec une planification de l’œuvre, il cherche à peindre le plus automatiquement possible, ce qui est aussi une tentative de mettre en évidence l’inconscient, démarche commune avec les peintres surréalistes comme Miro. Alan Davie a été aussi fasciné par l’œuvre du psychanalyste Carl Jung.
À la manière de Pollock qu’il a rencontré peu de temps avant sa mort, Davie réalise de nombreuses œuvres au sol. Il couvre et recouvre la surface de peintures perdant la première improvisation dans une remise en question constante. Malgré la vitesse d’exécution, il réalise souvent plusieurs tableaux en même temps et proclame que ces images ne sont pas de pures abstractions mais en ensemble de signes et de symboles. Son langage est fondé sur l’observation du fait que cultures différentes – occidentales, primitives, orientales, etc. — ont des symboles visuels communs. Se voulant primitif, il conçoit le rôle de l’artiste comme celui d’un shaman.
Davie en plus de la peinture sur toile ou sur papier qu’il préfère, réalise des lithographies à partir des années 1960 et des tapisseries. Son travail est largement diffusé en Europe et aux États-Unis par de nombreuses expositions personnelles et est présent dans de nombreux musées – Guggenhem Venise, Fondation Maeght, Tate Modern, Victoria and Albert Museum de Londres, Scottish National gallery of Modern Art Edingburgh, MoMA New York, Boston Museum of Fine Arts, Museum de Arte Contemporanea de Sao Paulo… Le Stedelijk Museum d’Amsterdam présente son œuvre en 1962. Il reçoit le premier prix de la Biennale de Sao Paulo la même année.
Son travail prolifique se caractérise par un mélange de pictogrammes, de symboles connus et de nouveaux inventés sous son coup de brosse. Ses peintures apparaissent à la fois apocalyptiques et triomphantes. Dans ses conférences, il insiste sur l’importance de l’improvisation comme méthode de travail et soutient que seule une inspiration surnaturelle peut résister à la normalisation d’une civilisation rationnelle.
Il a également collaboré avec les sculpteurs Niki de Saint Phalle et Jean Tinguely.
Dans le film Blow-Up d’Antonioni (1967), on peut voir plusieurs de ses toiles dont le tableau Joy Stick Stick Joy dans le studio du photographe.
Davie est représenté à Paris par la galerie Gimpel & Müller.

### Musique
Davie joue du piano, du violoncelle et de la clarinette. Au début des années 1970, son intérêt se porte sur le free-jazz ce qui le rapproche du percussionniste Tony Oxley avec qui il enregistre deux duos en 1974 et 1975. Sa peinture a également inspiré de nombreux compositeurs dont Barry Guy.

### Autre
Comme le peintre Peter Lanyon, Alan Davie était pilote de planeur. 